# 2012년 도쿄도지사 선거
2012년 도쿄도지사 선거(일본어: 2012年東京都知事選挙)는 도쿄도지사였던 이시하라 신타로가 사임함에 따라 2012년 12월 16일에 제46회 중의원 의원 총선거와 함께 치러졌다. 선거 결과 전직 이시하라 도지사 하에서 도쿄도 부지사를 지낸 이노세 나오키가 압도적인 득표로 당선되었다.

## 개요
제2차 세계 대전 이후 도쿄도지사가 민선으로 전환되고 나서 2011년 선거까지 도쿄도지사 선거는 통일지방선거의 일부로서 실시되었으나, 이시하라 신타로가 제46회 총선거에 출마하기 위해 사상 처음으로 임기 도중 지사직에서 사퇴함에 따라 이번 선거부터 도쿄도지사 선거가 통일지방선거에서 이탈하게 되었다.

## 선거 정보

### 고시일
- 2012년 11월 29일

### 투표일
- 2012년 12월 16일

### 당선증 수여일
- 2012년 12월 18일

### 함께 실시된 선거
- 제46회 중의원 의원 총선거 (11월 16일의 중의원 해산에 따른 것)

중의원 의원 총선거와 도쿄도지사 선거가 같은 날 실시된 것은 일본 헌정 사상 최초의 일이다.
- 도쿄도의회 의원 재보궐선거 (12월 7일 고시)
  - 세타가야구 선거구 (하나와 사토시의 세타가야 구청장 선거 출마에 따른 사직)
  - 가쓰시카구 선거구 (가바야마 다쿠지의 사망)
  - 하치오지시 선거구 (이시모리 다카유키의 하치오지 시장 선거 출마에 따른 사직)

### 캐치프레이즈
- 이번 도지사는 내가 고른다(こんどの都知事は、私が選ぶ)

### 선거 홍보 대사
- AKB48 (타카하시 미나미, 이타노 토모미, 요코야마 유이)

### 선거 CM송
- 영원프레셔(永遠プレッシャー)

## 선거 결과
| 2012년 도쿄도지사 선거                                       |                   |                           |             |                 |                 |                                                                                              |
| 선거일: 2012년 12월 16일유권자수: 10,619,652명투표율: 62.60% |                   |                           |             |                 |                 |                                                                                              |
| 후보                                                         | 후보              | 정당                      | 득표        | 득표율          | 당락            | 비고                                                                                         |
|                                                              | 이노세 나오키     | 무소속                    | 4,338,936표 | 65.27%          | 당선            | 지원: 자유민주당, 공명당, 일본유신회                                                         |
|                                                              | 우쓰노미야 겐지   | 무소속                    | 968,960표   | 14.58%          |                 | 추천: 일본미래당, 일본공산당, 사회민주당, 녹색당 그린즈 재팬, 신사회당, 도쿄 생활자 네트워크 |
|                                                              | 마쓰자와 시게후미 | 무소속                    | 621,278표   | 9.35%           |                 |                                                                                              |
|                                                              | 사사가와 다카시   | 도민의 생활을 지키는 모임 | 179,180표   | 2.70%           |                 |                                                                                              |
|                                                              | 나카마쓰 요시로   | 무소속                    | 129,406표   | 1.95%           |                 |                                                                                              |
|                                                              | 요시다 시게노부   | 무소속                    | 81,885표    | 1.23%           |                 |                                                                                              |
|                                                              | 도쿠마            | 행복실현당                | 47,829표    | 0.72%           |                 |                                                                                              |
|                                                              | 맥 아카사카       | 스마일당                  | 38,855표    | 0.58%           |                 |                                                                                              |
|                                                              | 이가라시 마사카즈 | 무소속                    | 36,114표    | 0.54%           |                 |                                                                                              |
| 합계                                                         | 합계              | 합계                      | 6,442,443표 | 무효표: 5,301표 | 무효표: 5,301표 | 무효표: 5,301표                                                                              |

이노세 나오키는 자유민주당, 공명당, 일본유신회의 지원을 바탕으로 보수층의 표를 결집시켰을 뿐만 아니라, 이노세에 맞설 이렇다할 후보가 없는 상황에서 무당층의 지지까지 얻으면서 다른 후보와 압도적인 표차로 승리했다. 또한 이 선거에서 이노세가 얻은 433만 8936표는 일본 선거 사상 개인이 얻은 최다 득표 기록이 되었다.